# Rincine
Rincine (Rìncine, IPA: /ˈrincine/) è un centro abitato di circa 100 abitanti, frazione del comune di Londa, parte della città metropolitana di Firenze in Toscana.

## Origini del nome
Il toponimo è di origine etrusca, col significato di “valle tra due fiumi”, con tutta probabilità corrispondenti agli odierni torrenti Rincine e Rentice.

## Storia
Come le vicine Rata, Vierle e Vicorati, anche il nome di Rincine testimonia come la zona fosse popolata già in epoca etrusca. A partire dall’XI secolo, così come tutta l’area londese, Rincine rientrò nell’ambito dei possedimenti dei conti Guidi, che proprio a Rincine eressero una roccaforte della quale restano oggi visibili le fondamenta. A quegli anni risale la pieve romanica di sant’Elena imperatrice, madre dell’imperatore Costantino, che secondo la tradizione si ritirò in penitenza in questi luoghi. A partire dal XIV secolo, la zona divenne contesa dai fiorentini, che distrussero le fortificazioni dei Guidi per pacificare eventuali focolai di rivolta in un’area strategica per il controllo del vicino valico casentinese. Ciò nonostante, gli scontri si protrassero ancora a lungo: nel 1356 i Guidi da Porciano occupavano questi territori, per i quali ottennero un riscatto di 1650 fiorini d’oro, e solo nel 1440, con la sconfitta del conte Francesco Guidi, la zona venne definitivamente annessa a Firenze e posta sotto la giurisdizione del Vicariato di Poppi. A quegli anni, oltre alla già menzionata pieve di Sant’Elena, risalgono la maggior parte delle coloniche in pietra del paese, così come il vecchio ponte medievale, in disuso dopo la costruzione della nuova strada comunale e oggi immerso nella vegetazione.

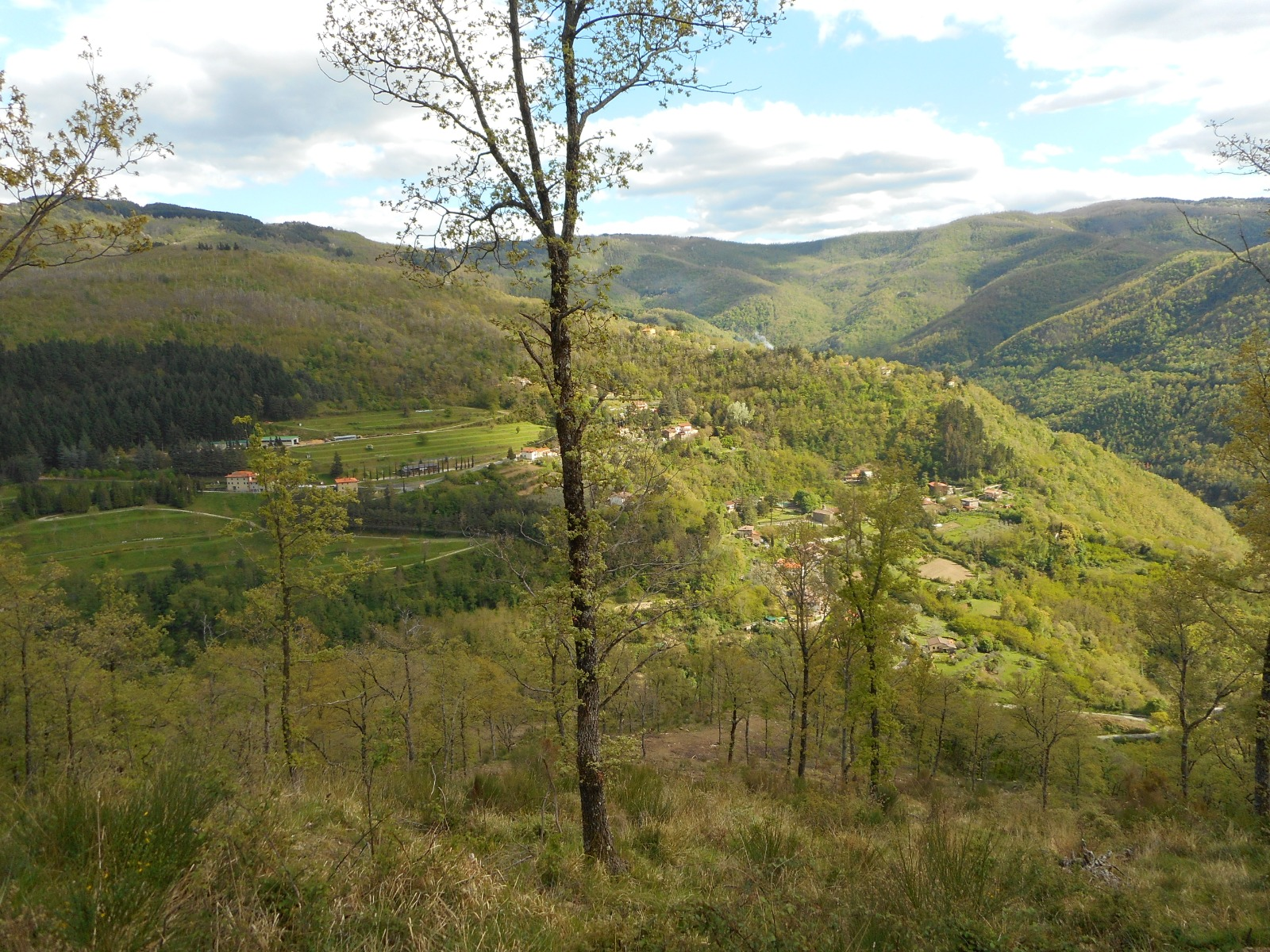
Panorama dei vivai e di parte del paese

Nel 1446, Rincine e la vicina Fornace figurano tra i centri rurali elevati alla dignità di comuni con statuti propri, status che conserveranno fino alla soppressione dei feudi granducali del 1776 da parte di Pietro Leopoldo, che le accorpò sotto il capoluogo di Londa.
In questi anni, Rincine mantenne comunque una certa rilevanza economica e perfino una significativa vitalità artistica. Già dal XVII secolo sono infatti attestati gli orologi della famiglia rincinina dei Nuzzi (corruzione del cognome fiorentino Nucci), residenti nella colonica prossima alla pieve, e la cui produzione fu mantenuta fino al 1843.
Tra il finire del XIX e l’inizio del XX secolo, Rincine viene riportata come un centro rurale noto per la produzione agricola vinicola e casearia, posto lungo la strada tra Valdisieve e Casentino. La marginalità dell’abitato inizia ad emergere con la costruzione della ferrovia della Valdisieve e l’abbandono del progetto di collegamento ferroviario tra la stazione di Contea e la stazione di Stia-Pratovecchio, ipotizzato nei primi anni del ‘900 ma mai realizzato.
In epoca fascista, l’uccisione del sindaco londese Annibale Fontani durante i lavori per la costruzione della nuova strada comunale di Rincine ebbe un impatto mediatico nazionale; sono ancora oggi visibili le tracce della stele commemorativa, poi smantellata con la Liberazione.
Nonostante nel 1931 si contassero 433 abitanti, a partire dal secondo dopoguerra il più ampio fenomeno nazionale di urbanizzazione e abbandono delle campagne ridusse il paese alle poche decine di abitanti odierni. L’abbandono delle colture venne sostituito per un certo tempo dalle attività dell’Ente Nazionale per la cellulosa e per la carta, che a Rincine stabilì un importante centro di produzione di legname e vivaio, oggi convertito in impianto dell’Unione dei Comuni di Valdarno e Valdisieve.

## Monumenti e luoghi d'interesse
L'attuale abitato di Rincine è formato da diverse antiche case coloniche in pietra, tra cui alcune di origine tardo-medievale. Conseguentemente all'abbandono delle campagne del secondo dopoguerra, nei boschi intorno al paese sono presenti i ruderi dei vecchi poderi. È ancora visibile il vecchio cimitero del paese, nei pressi del fiume Rentice. La via principale del paese è dedicata a Gino Milli, rincinino che fu sindaco di Londa per il PCI.
- Pieve di San'Elena imperatrice. Edificata nel XII secolo in stile romanico e ben conservata nei suoi elementi architettonici originali, presenta al suo interno una terracotta rinascimentale di scuola dellarobbiana, oggi attribuita a Benedetto Buglioni.
- Ponte antico sul fiume Rincine. Di probabile origine medievale, cadde in disuso a partire dagli anni '30 con la costruzione della nuova strada comunale per Londa. È oggi immerso nella vegetazione.
- Grotta di Sant'Elena. Una piccola grotta locata nei pressi delle Piane dell'Aina, che secondo la leggenda ospitò la santa che si ritirò in questi luoghi.
- Rifugio di Pallereta. Centro di un'antica zona di pascoli e produzione casearia, è oggi un rifugio per escursionisti.

## Area naturale

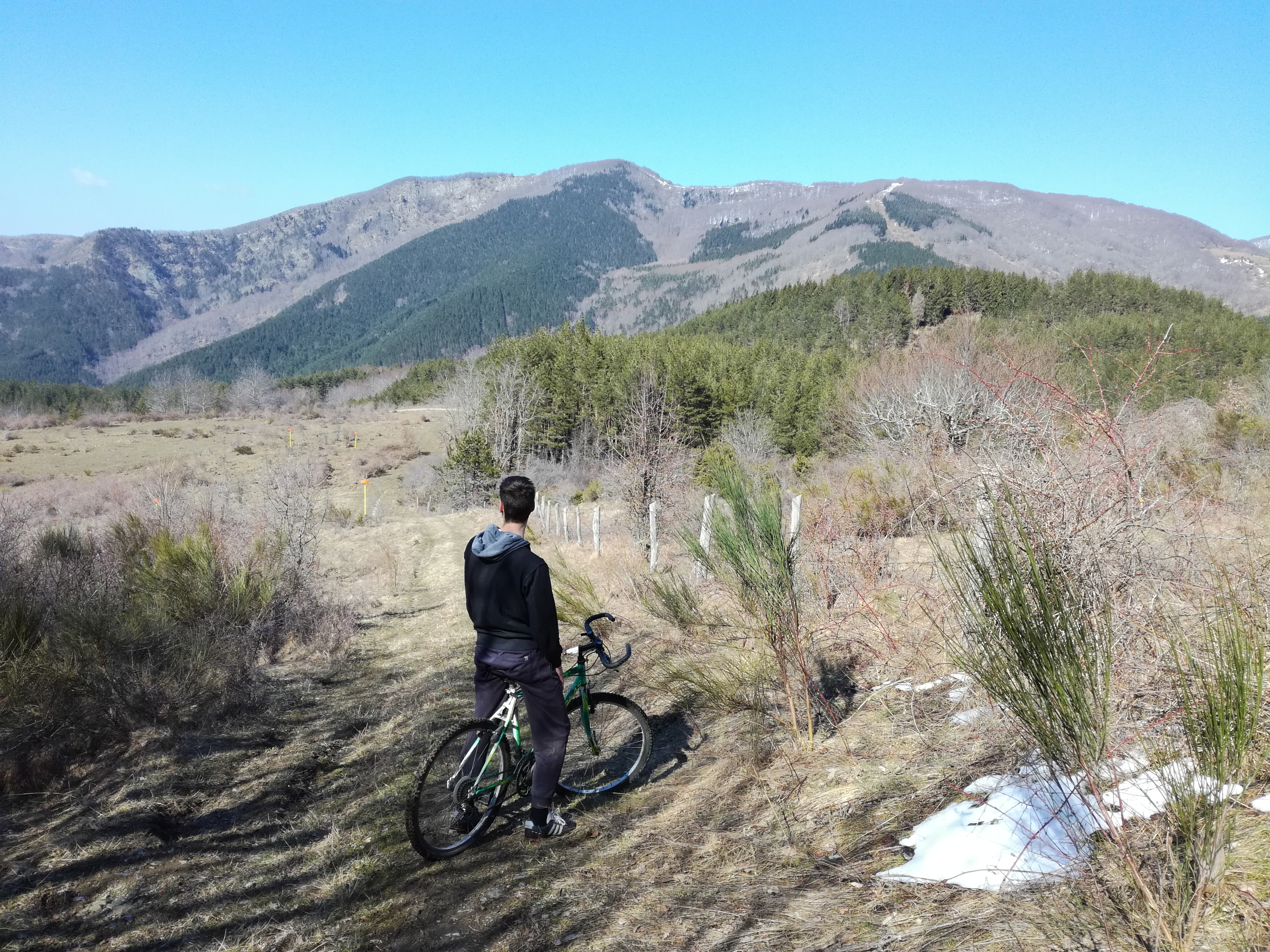
Vista sul monte Massicaia

Il territorio intorno a Rincine ha caratteristiche prevalentemente montuose, ricco di boschi che, con il variare dell'altitudine, presentano querce, castagni, faggi e latifoglie. I terreni un tempo coltivati e terrazzati sono oggi di proprietà demaniale e in gestione all'Unione dei comuni di Valdarno e Valdisieve, mentre una parte rientra nell'area protetta del Parco nazionale delle Foreste Casentinesi, Monte Falterona e Campigna. Il panorama è dominato dalla presenza del monte Massicaia (1363 m).

Rincine è sede della prima Foresta Modello in Italia, associazione internazionale che lavora per la diffusione della gestione e l'uso sostenibile delle foreste e dei paesaggi forestali. 

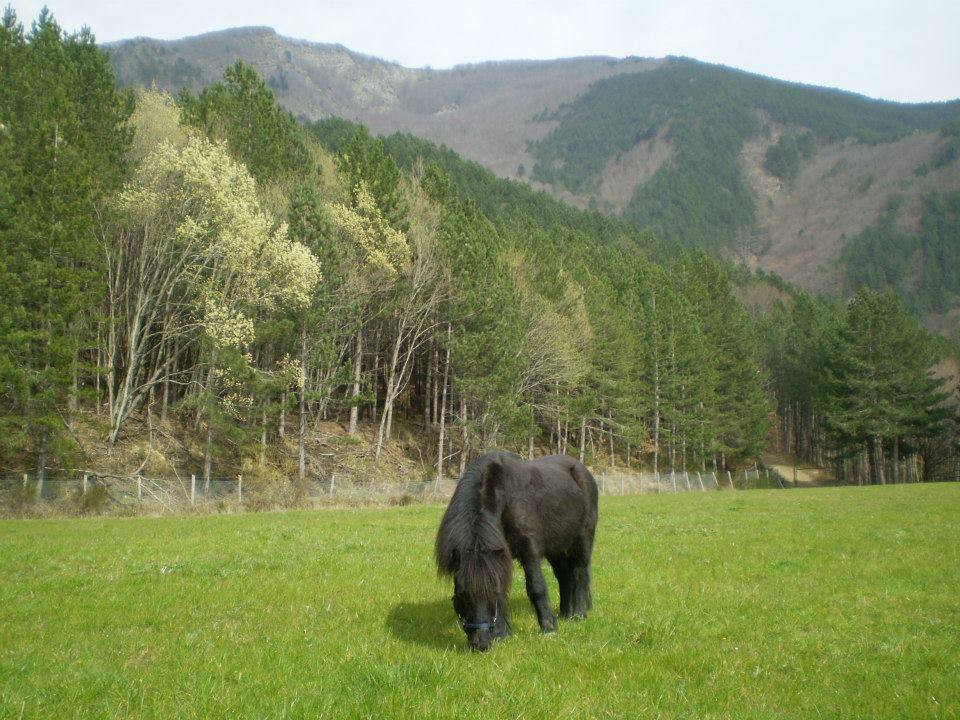
Cavalli al pascolo nella campagna di Rincine

## Società

### Evoluzione demografica
Variazione storica degli abitanti di Rincine